# Ceusterhuys

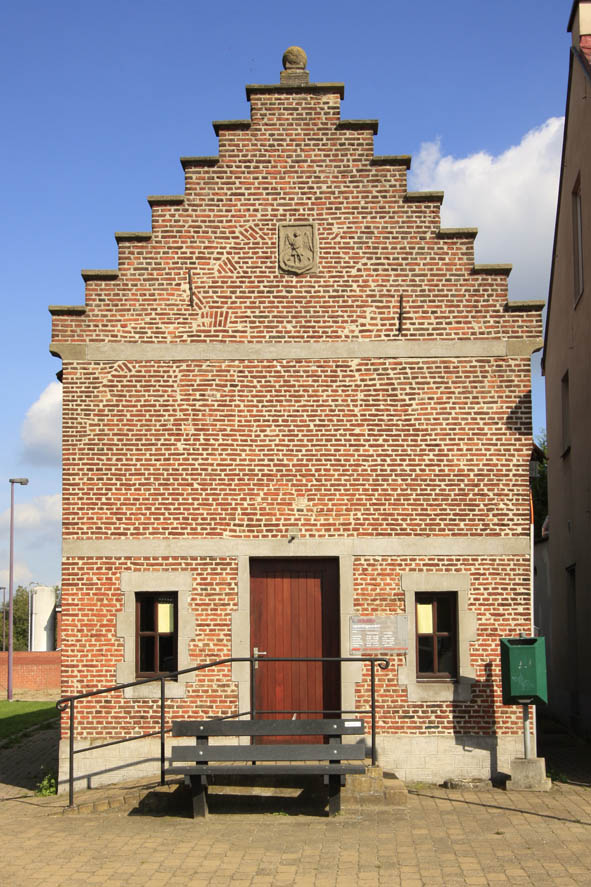
Ceustershuys

Het Ceusterhuys is een bouwwerk in de tot de Antwerpse gemeente Hulshout behorende plaats Westmeerbeek, gelegen aan Netestraat 4.

## Geschiedenis
Dit huis zou rond 1613 zijn gebouwd als school en woning voor de kapelaan die tevens koster en onderwijzer was. In 1788 kwam een deel in gebruik als schepenbank en in 1845 werd het een gemeentehuis. In de jaren '30 van de 20e eeuw werd het ingrijpend verbouwd om de functie van gemeentehuis beter te kunnen vervullen. Daartoe werd onder meer voorzien in een raadzaal, een bibliotheek en een cachot. In de jaren '50 van de 20e eeuw werd het gemeentehuis verplaatst naar de Stationsstraat en bleef in het Ceustershuys slechts de bibliotheek en een stempellokaal.

## Gebouw
Het betreft een in neotraditionele stijl gebouwd diephuis met 17e-eeuwse kern. Aan de straatzijde bevindt zich een trapgevel met een reliëfsteen die Sint-Michael verbeeldt.